# 服部保長
服部保長（日語平假名：はっとり やすなが），日本戰國時代忍者武将。本姓千賀地氏，為伊賀上忍三家裡最具勢力的千賀地家宗家當主，諱正種。他是初代服部半藏（「半藏」有「半三」記録，為世襲宗主名），也是服部正成的父親。
千賀地氏居住於伊賀國千賀地，是上忍三家裡最具勢力者。原來以「千賀地」的姓氏出侍室町幕府12代将軍足利義晴，室町幕府衰退後，受三河松平清康徵召。為赴松平家埋姓，改姓服部，其後侍奉松平清康、廣忠、家康三代，成為隱密特務頭領。
桶狹間之戰，織田信長以奇襲之姿討取今川義元。松平元康（後來的德川家康 ) 順勢自三河獨立脫離今川家。松平元康除奪回岡崎城，壓制自三河後同時攻擊今川家支配下的鵜殿城，但久攻不下。服部保長邀請甲賀眾派遣援軍。
鵜飼孫六受理伊賀之上忍服部半藏保長（服部正成之父）邀請，派遣松平家200名甲賀忍者增援潛入城內之命令。鵜飼孫六指揮甲賀忍者，共同潛入城內放火，城中引發暴亂。
今川軍自亂陣腳產生混亂，延燒至城郭上。城陷落，並捕獲守將今川家重臣鵜殿長照、鵜殿長持。